# Missense-mutation
En missense-mutation är en typ av punktmutation som innebär att en nukleotid (byggsten i DNA) byts ut mot en annan och leder till att en annan aminosyra kodas vid translationen. Detta leder till att proteinet som byggs upp av aminosyrorna kan få en annan form och funktion. I vissa fall leder det till allvarliga sjukdomar som till exempel sickle cell-anemi. I andra fall, om den felaktiga aminosyran har ungefär samma kemiska egenskaper som den korrekta, kan proteinet fungera precis som vanligt.